# Kem cua

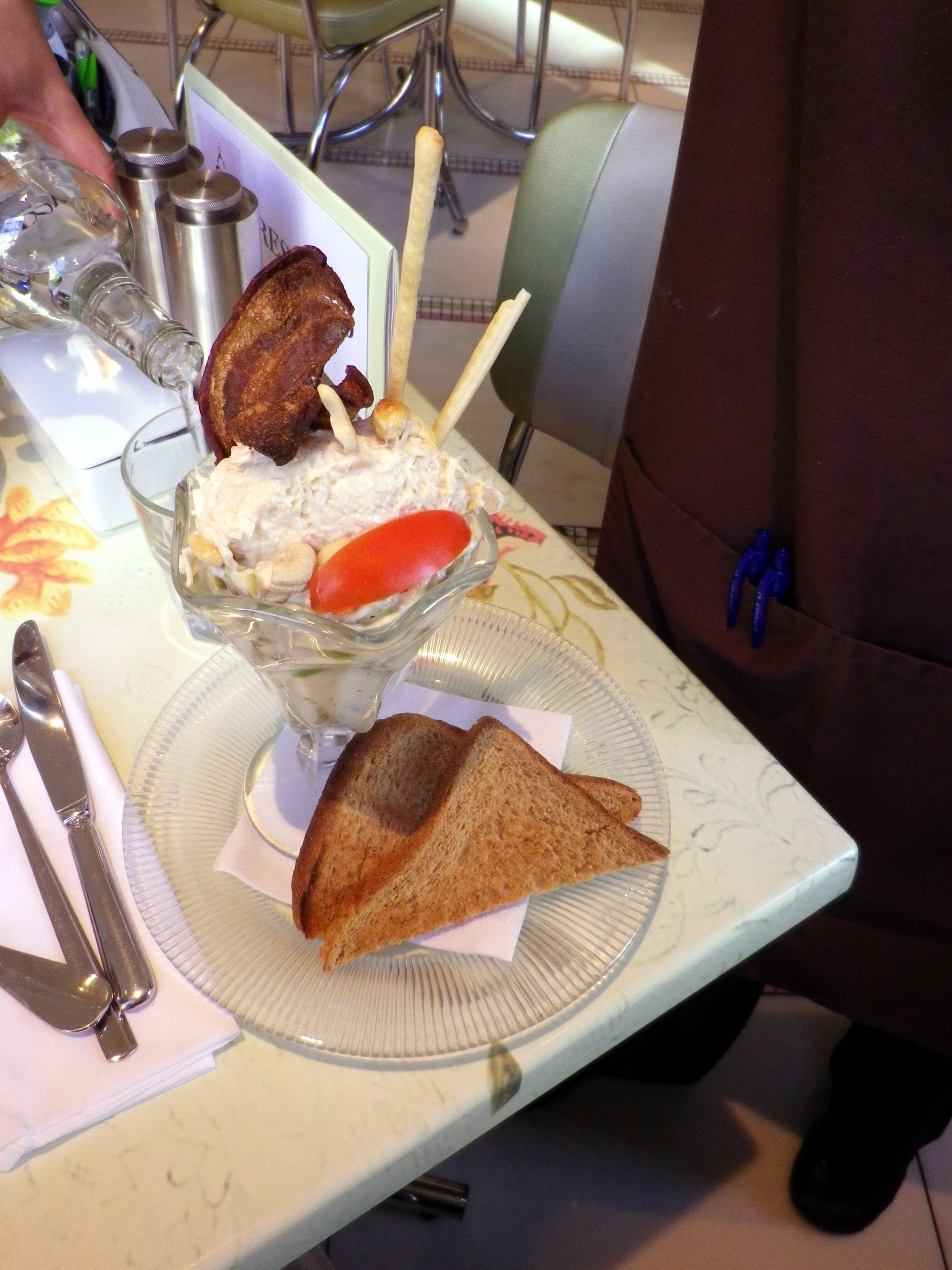
Một phần kem cua

Kem cua là một hương vị của kem với cua. Được phát minh bởi người Nhật và được gọi là Kani aisu, nó được mô tả là có vị ngọt. Nó được cung cấp tại một số cơ sở thực phẩm, đặc biệt là các cửa hàng kem, như nhà hàng The Fat Duck của Heston Blumenthal và Venezuelan Coromoto, nơi cung cấp số lượng lớn nhất các hương vị kem trên thế giới.

## Lịch sử và sản xuất
Kem cua là một sáng tạo của Nhật Bản. Đảo Hokkaido, Nhật Bản, được biết đến với việc sản xuất kem cua.

## Chuẩn bị và mô tả
Theo công thức làm kem cua của Heston Blumenthal, nó được làm bằng cách đông lạnh trong nửa giờ một hỗn hợp nguyên liệu được làm chủ yếu từ cua, với một loại thay thế là tôm và một ít sữa bột, một tá lòng đỏ trứng và một ít đường. Kem cua được mô tả là có hương vị ngọt ngào đối với đa số mọi người, mặc dù một số người có thể nếm thử vì nó đã được chứng minh rằng hương vị bị ảnh hưởng bởi sự mong muốn của tâm trí. Blumenthal đã so sánh kem cua với "bisque cua đông lạnh".

## Sử dụng đáng chú ý
Kem cua được sản xuất bởi Heston Blumenthal, một đầu bếp nổi tiếng và chủ sở hữu của Fat Duck, ở Berkshire, Anh, như một món tráng miệng trong thực đơn nhà hàng của mình, mặc dù ông thừa nhận rằng rất khó để thuyết phục khách hàng dùng thử. Kem của ông cũng đã được kiểm tra bởi các nhà khoa học thực phẩm vào tháng 6 năm 2011, và cho một dịp ăn kem tại Viện Hoàng gia vào tháng 6 năm 2001. Heladería Coromoto, một cửa hàng kem Mérida, nơi có nhiều loại kem lớn nhất được bán trên thế giới, cung cấp "Cream of Crab" là một trong những hương vị kem của nó. Tại nước xuất xứ của nó, Nhật Bản, kem cua được bán ở Nhật Bản với tên Kani aisu.